# Leopoldo Parodi Delfino
Leopoldo Parodi-Delfino olim Delfino (Milano, 5 ottobre 1875 – Arcinazzo Romano, 3 novembre 1945) è stato un imprenditore, banchiere e politico italiano, considerato uno dei protagonisti dell'industrializzazione italiana della prima metà del XX secolo. Fu il fondatore della Società Mediterranea di Elettricità, la Società di Smalteria Italiana, la Società Distillerie Nazionale, Società Miniere di Selenizza, la Compagnia Italiana dell'Equatore, ed assieme a Giovanni Bombrini, della BPD-Bombrini-Parodi-Delfino, tra molti altri.
Fornitore del Regno d'Italia e cavaliere dell'Ordine della Corona fin dal governo di Giolitti, si aderisce al partito fascista nel 1932 e nel 1939 diventa senatore del Regno. Venne soprannominato "il Senatore di Ferro" a causa della sua intransigente autonomia rispetto alle posizioni del partito. Dopo la caduta del regime sostenne anche il governo di Badoglio e fornisci d'armi ai partigiani, riuscendo a evitare il tentativo di arresto da parte dei tedeschi. 
Commissionò importanti opere architettoniche, tra cui la città operaia di Colleferro.

## Biografia

### Origine
Ritenuto genovese in vita, nacque in realtà a Milano il 5 ottobre 1875 da Carlo Giuseppe Delfino e Marina Parodi, entrambi ovadesi d'origine ligure. Il padre apparteneva ad un ramo della casata genovese dei Delfini stabilito ad Oltregiogo, dove possedevano ville, vigne, distillerie e banchi, (tra cui il Palazzo Delfino di Ovada e la Villa Delfini di Morsasco). Sposato alla cugina prima, nel 1892 Carlo Giuseppe fu nominato erede universale del bisnonno d'entrambi imponendo l'adozione del cognome Parodi a lui e suoi discendenti tra cui Leopoldo, che da quell'anno mutò il cognome a Parodi-Delfino insieme al padre e ai fratelli.

### Carriera
Si laureò in Ingegneria industriale al Politecnico federale di Zurigo e dopo alle Università di Lipsia e di Breslavia. Tornato in Italia al termine degli studi, nel 1902 fondò la Società Fabbrica Nazionale Alcoli Leopoldo Parodi-Delfino a Savona e la Società Distillerie Italiane a Milano. In seguito fondò tre nuove imprese a Genova alla fine della prima guerra mondiale (la Società Mediterranea di Elettricità, la Compagnia Italiana dell'Equatore, e la Banco Italiano di Guajaquil).
Si interessò, nel contempo, anche di aziende di costruzione, fondando la Società Smalterie Italiane, la Società per la Produzione delle Calci e dei Cementi di Segni, la Società Italiana delle Miniere di Selenizza, e la Società Anonima Italiana delle Opere Pubbliche e Imprese Industriali.

### Bombrini Parodi-Delfino
Nel 1912, su richiesta di Giovanni Giolitti (all'epoca presidente del Consiglio), fondò assieme a Giovanni Bombrini la BPD-Bombrini Parodi Delfino, azienda della chimica e dell'industria della difesa. Promuove la costruzione della azienda e della città operaia a Colleferro, contribuendo in maniera sostanziale allo sviluppo della cittadina e di buona parte della zona meridionale della provincia di Roma. Nel 1914, durante il governo di Giolitti, viene nominato cavaliere dell'Ordine della Corona d'Italia. Alla morte di Bombrini nel 1924 acquista le quote della BDP appartenenti a i suoi eredi diventando l'unico azionista. Nello stesso anno acquista anche la società Soie de Châtillon per la produzione della seta artificiale.

### Ventennio Fascista
Forse a causa della sua precedente relazione con Giolitti, rimane lontano delle strutture fascisti per i primi dieci anni del governo di Mussolini. Fu solo tre anni dopo il consolidamento politico del movimento nei Patti Lateranensi del 1929 che prende per la prima volta (nel 1932) la tessera del partito del regime. Nel 1937 fu nominato cavaliere dell'Ordine al Merito del Lavoro. Nel 1939 diventò membro della Federazione Nazionale Fascista degli Industriali Chimici e nello stesso anno senatore del Regno d'Italia. Secondo i suoi biografi "mantenne tuttavia la sua lucidità allontanandosi dalle idee del fascismo" e "la sua posizione intransigente" in diversi affari gli valse il soprannome"Il Senatore di Ferro". Senza opporsi direttamente al regime, riesce a mantenere le commesse attribuite dall'epoca di Giolitti e quindi l'attività della BDP e della città operaia di Colleferro. Nel 1944, dopo la caduta del regime, fu condannato come uno dei "senatori ritenuti responsabili di aver mantenuto il fascismo". 

### Morte e restituzione
Muore il 3 novembre 1945 senza diritto di pompe funebri senatoriali a causa della condanna dell'anno precedente. Solo dopo la sua morte viene rivelata la sua fornitura d'armi e esplosivi ai partigiani prodotte illegalmente nella stessa BDP nell'ultimi anni della guerra. Un'indagine condotta dalla Corte di Giustizia per le Sanzioni contro il Fascismo nel 1947 rivelò che i tedeschi, consapevoli della sua attività, "perquisirono il suo domicilio per arrestarlo, e che non trovandolo, minacciarono la moglie e trassero in arresto un suo fratello, riuscendo egli a sottrarsi alla cattura col vivere molti anni nascosto."

## Matrimonio e discendenza
Sposò (24 dicembre 1907) Lucie Hennij (anche Henny), figlia di Taco Hennij, governatore delle Indie Olandesi a Giava, presidente della corte d'appello di Amsterdam, e Pauline von Barnau-Sytjoff. Dal matrimonio nacquero:
- Paolo (1909-1936). Morto insieme al fratello Gerardo in un incidente aereo nell’ottobre 1936[1]. Sposò la baronessa Bonaccorsa Aliotti. Con discendenza.
- Carla (1909-2000). Sposò il principe Alvaro d'Orléans-Borbone, duca di Galliera. Con discendenza.
- Gerardo (1912-1936). Morto insieme al fratello Paolo in un incidente aereo nell’ottobre 1936[1]
- Elena (1917-1982). Sposò il duca Francesco Serra di Cassano. Con discendenza.
- Marina (1927-2009), conosciuta come "Donna Mimosa". Sposò in prime nozze Francesco "Baby" Matarazzo-Pignatari, ed in seconde il principe Ferdinando del Drago. Con discendenza.

## Imputazione e indagine postuma
| Data:                  | 7 agosto 1944 |
| Gruppo di imputazione: | 6º |
| Motivazione:           | "Senatori ritenuti responsabili di aver mantenuto il fascismo e resa possibile la guerra sia coi loro voti, sia con azioni individuali, tra cui la propaganda esercitata fuori e dentro il Senato" |
| Provvedimento:         | Ordinanza di non luogo a procedere per decesso (in data 14 novembre 1945) |
| Provvedimento:         | Ordinanza di rigetto della richiesta di decadenza (postuma) (in data 13 febbraio 1947) |